# اپتاکومی
اپتاکومی (به لاتین: Eptakomi) یک منطقهٔ مسکونی در قبرس شمالی است که در ناحیه اسکله واقع شده‌است. اپتاکومی ۸۶۰ نفر جمعیت دارد.